# Rivamonte Agordino
Rivamonte Agordino (Riva in ladino) è un comune italiano sparso di 600 abitanti della provincia di Belluno in Veneto, con sede municipale nella frazione di Rosson.
La legge 482/1999 ha riconosciuto i comuni dell'Agordino come zona a minoranza linguistica ladina.

## Geografia fisica
Il territorio comunale si estende sull'Agordino sudoccidentale, alla destra orografica del Cordevole. La gran parte degli abitati, capoluogo compreso, si distribuisce su un pianoro sopraelevato di alcune centinaia di metri rispetto al letto del torrente, alle pendici orientali di una serie di modesti rilievi (Col Alt, 1.527 m s.l.m. - Colle Armarolo, 1.478 m - Colle Pianezze 1.176 m) che lo separano da Voltago Agordino. Dall'altra parte, verso sud, si innalzano i più ragguardevoli Monti del Sole che culminano con i 2.240 m del Piz di Mezzodì.
Gran parte del territorio è area protetta compresa nel Parco nazionale delle Dolomiti Bellunesi; in quest'ambito è da citare la Riserva naturale Valle Imperina.

## Storia
Del paese si hanno scarse testimonianze storiche e solo a partire dal Duecento viene citato per la prima volta il toponimo Riva (modificato nel 1867 in Rivamonte, ma ancora utilizzato a livello dialettale). Con provvedimento del Presidente della Repubblica del 27 aprile 1964 n. 384 pubblicato nella GU n. 142 del 12/06/1964 si decreta: "La denominazione del comune di Rivamonte, in provincia di Belluno, è mutata in quella di Rivamonte Agordino".
Per tutta la denominazione della Serenissima, Riva rappresentò una regola inquadrata nel sindacato di Sottochiusa, a sua volta parte del capitaniato di Agordo. Questo sistema venne abolito in epoca napoleonica con l'istituzione dei comuni.
Per secoli l'economia locale poté contare sulla florida attività mineraria della Valle Imperina, differenziandosi dagli altri centri dell'Agordino perlopiù a vocazione agricola. Il cavalier Magno Magni, gestore della miniera, finanziò scuole e arte sacra e promosse energicamente – nei suoi due mandati alla Camera dei deputati (1904-1913) – la manutenzione a carico dello Stato delle strade locali. Con la chiusura della miniera nel 1962, molti rivamontesi furono costretti a trasferirsi altrove, cosa che provocò un drastico calo demografico.

### Simboli
Lo stemma comunale è stato concesso con regio decreto del 3 aprile 1937 e si presenta partito d'oro e di rosso, al colle Armarolo (il rilievo che separa Rivamonte dalla Conca Agordina) al naturale, fondato in punta e attraversante sul tutto.
Il gonfalone è costituito da un drappo di bianco.

## Monumenti e luoghi d'interesse

### Chiesa parrocchiale di San Floriano
Fondata forse nel Quattrocento, fu ricostruita tra il 1866 e il 1886 su progetto di Giuseppe Segusini.
L'altare maggiore reca un dipinto di Tomaso Da Rin con la Trinità, San Floriano e san Sisto; altra opera di pregio è un Sant'Antonio ligneo del 1882, opera di Valentino Panciera Besarel. Lungo le pareti laterali della chiesa si trovano dodici nicchie in cui sono collocate le statue degli apostoli. Dietro l'altare è collocato un organo con 1078 canne. La pala d'altare di santa Barbara fu commissionata nel 1903 da Magno Magni ad Achille Beltrame.
L'erezione della parrocchia è recente (1972), ma della precedente curazia si ha notizia sin dal Seicento.

### Sito minerario della Valle Imperina
Un tempo era molto famoso per l'attività mineraria ivi svolta nelle miniere di Valle Imperina, chiuse negli anni sessanta per l'esaurirsi del fattore economico legato alle miniere. Il sito minerario della Valle Imperina, dichiarato patrimonio dell'umanità dall'UNESCO, è attualmente oggetto di recupero al fine di preservarne la memoria storica, "progetto di archeologia industriale", finanziamenti europei, del Parco Nazionale delle Dolomiti Bellunesi e della regione Veneto. Oltre al Centro Visitatori Uomini Di Imperina, è attualmente attivo un ostello ricavato dal restauro di uno degli edifici originali e sono stati restaurati alcuni edifici: centrale idroelettrica, scuderie, Cral e forni fusori. Il paese, grazie all'attività mineraria ha formato maestranze e tecnici minerari, "periti industriali minerari" impegnati in tutto il mondo nelle miniere e nei cantieri che richiedevano alta specializzazione nel campo delle perforazioni e degli scavi sotterranei.

## Società

### Evoluzione demografica
Abitanti censiti

## Cultura

### I seggiolai
Da segnalare per il passato l'attività dei seggiolai, cioè costruttori e impagliatori di sedie, chiamati conthe che usavano un loro linguaggio particolare detto appunto Scabelament del contha che serviva per parlare liberamente, quando lontani dal paese, potevano colloquiare con i paesani che incontravano, fornendosi notizie importanti sul lavoro, senza essere compresi; linguaggio ora usato e conosciuto prevalentemente dagli anziani. L'attività dei conthe è attualmente quasi del tutto scomparsa anche se esistono ancora alcuni artigiani che la svolgono, seppur in modo saltuario o su specifica richiesta. Il Club UNESCO Agordino organizza speciali corsi indirizzati soprattutto ai giovani, nel tentativo di conservare quella importante attività e tradizione che fu dei loro padri e nonni.

### Eventi
Il 13 giugno, giorno della sagra in onore di sant'Antonio. La mattina durante la messa c'è la processione con la statua del santo e la tradizionale benedizione dei Cordoi de Sant'Antoni. I cordoni di Sant'Antonio sono dei simulacri del cordone cinto dal santo che benedetti e portati al polso o legati alle corna del bestiame hanno il potere di "preservare dalle avversità". La proloco con i suoi numerosi volontari allestisce per l'occasione un tendone dove si possono gustare specialità gastronomiche locali, in particolare i gnoch co la poina (gnocchi con la ricotta affumicata).
Dal 2010, la domenica prima di natale, nel centro storico di Rivamonte, vengono organizzati dei mercatini detti dei Canop (dall'omonima via su cui principalmente si svolgono, oltre che su via Rosson e via Villagrande). I mercatini ospitano un'ottantina di espositori locali e vedono la presenza di circa 4000 visitatori.

## Geografia antropica

### Frazioni
I villaggi si distribuiscono prevalentemente sull'altopiano su cui sorge il capoluogo e lungo la strada che lo collega al fondovalle del Cordevole. Meno abitato quest'ultimo, con pochi nuclei addossati alla riva destra.
Arrivando da Agordo, il primo abitato che si incontra è Ponte Alto, sulla riva destra del Cordevole e all'inizio della SP 3 "della Val Imperina". Subito l'arteria risale con una serie di tornanti verso il capoluogo, toccando, in successione, le località Mali, Gona di Conedera, Paluch (da cui si diparte il bivio per Santel e Teli), Roste, Saret (di qui la deviazione per Zep, Secele e Schena). Si prosegue quindi fino al tornante da dove si stacca la deviazione per la frazione Lonie, continuando si raggiunge quindi un villaggio di discrete dimensioni, Zenich, a sud del quale sorgono Mottes e Montas. La strada prosegue toccando l'abitato di Miotte e arriva a Rivamonte. In realtà il capoluogo è parte di un agglomerato composto da altre borgate, che sono Rosson, Canop e Villagrande. Da qui una carrozzabile conduce a Pedandola e termina a Casera. Proseguendo sulla provinciale si toccano gli abitati di Tos (a sud del quale, praticamente in valle Imperina, si trova Foca), Angoletta, Spia e Valchesina, prima di raggiungere forcella Franche oltre la quale sorge Tiser di Gosaldo.
Tornando alla valle del Cordevole, da Ponte Alto si diparte una parallela della Regionale Agordina che, muovendosi lungo la riva destra del torrente, raggiunge Sech di Conedera, Miniere, all'imboccatura della valle Imperina. Ancora oltre, ormai al confine con Sedico, si accede alla località Tagliata San Martino.

## Amministrazione
| Periodo        | Periodo        | Primo cittadino      | Partito                     | Carica                  | Note   |
| -------------- | -------------- | -------------------- | --------------------------- | ----------------------- | ------ |
| 4 luglio 1988  | 7 giugno 1993  | Mauro Casera         | [lista civica]              | Sindaco                 | [ 12 ] |
| 7 giugno 1993  | 28 aprile 1997 | Fiori Bristot        | DC                          | Sindaco                 | [ 13 ] |
| 28 aprile 1997 | 14 maggio 2001 | Fiori Bristot        | lista civica                | Sindaco                 | [ 14 ] |
| 14 maggio 2001 | 30 maggio 2006 | Natale Da Ronch      | lista civica Per Riva viva  | Sindaco                 | [ 15 ] |
| 30 maggio 2006 | 14 maggio 2011 | Natale Da Ronch      | lista civica Per Riva viva  | Sindaco                 | [ 16 ] |
| 14 maggio 2011 | 7 maggio 2012  | Veniero Dal Mas      | -                           | Commissario prefettizio | [ 17 ] |
| 7 maggio 2012  | 12 giugno 2017 | Valter Dario Todesco | lista civica Vivere a Riva  | Sindaco                 | [ 18 ] |
| 12 giugno 2017 | 13 giugno 2022 | Giovanni Deon        | lista civica Insieme a Riva | Sindaco                 |        |
| 13 giugno 2022 | in carica      | Giovanni Deon        | lista civica Insieme a Riva | Sindaco                 |        |

### Altre informazioni amministrative
La denominazione del comune fino al 1867 era Riva; dal 1867 al 1964 fu Rivamonte.